# جیو بنیتز
جیو بنیتز (انگلیسی: Gio Benitez; ۲۹ اکتبر ۱۹۸۵ – ) روزنامه‌نگار اهل ایالات متحده آمریکا بود. وی از سال ۲۰۰۹ میلادی تاکنون مشغول فعالیت بوده‌است و با برنامه‌های ای‌بی‌سی نیوز و صبح بخیر آمریکا همکاری می‌کند.